# .mn
.mn je internetová národní doména nejvyššího řádu pro Mongolsko (podle ISO 3166-2:MN).

## Domény druhého řádu
Registrace některých domén je omezena, a to:
- .gov.mn – pro vládní účely.
- .edu.mn – pro vzdělávací instituce.
- .org.mn – pro neziskové organizace.